# Melissodes cestus
Melissodes cestus är en biart som beskrevs av Karl V. Krombein 1953.
Melissodes cestus ingår i släktet Melissodes och familjen långtungebin. Inga underarter finns listade i Catalogue of Life.